# Championnat de Djibouti de football 2016-2017
Navigation
Edition précédente Edition suivante
La saison 2016-2017 du Championnat de Djibouti de football est la 27e édition du championnat de première division nationale. Les dix clubs engagés sont regroupés au sein d'une poule unique où ils s'affrontent à deux reprises au cours de la saison. À l'issue du championnat, les deux derniers du classement final sont relégués et remplacés par les deux meilleurs clubs de Division 2.
C'est l'AS Ali Sabieh qui remporte à nouveau la compétition cette saison après avoir terminé en tête du classement final, avec trois points d'avance sur l'AS Port et seize sur le club de la Garde Républicaine. Il s'agit du sixième titre de champion de Djibouti de l'histoire du club, le cinquième consécutif.

## Participants
- AS Ali Sabieh
- AS Port
- AS ARTA/SIHD
- Garde Républicaine FC
- Arhiba Football Club - Promu de Division 2
- Hôpital de Balbala FC
- Université de Djibouti FC
- AS Gendarmerie Nationale
- Cité Stade FC - Promu de Division 2
- Dikhil Football Club

## Compétition

### Classement
Le classement est établi sur le barème de points classique (victoire à 3 points, match nul à 1, défaite à 0). Pour départager les égalités, on tient d'abord compte de la différence de buts générale, puis du nombre de buts marqués, puis des confrontations directes.
| Rang | Équipe                    | Pts | J  | G  | N | P  | Bp | Bc  | Diff |
| ---- | ------------------------- | --- | -- | -- | - | -- | -- | --- | ---- |
| 1    | AS Ali SabiehT            | 49  | 18 | 16 | 1 | 1  | 63 | 14  | +49  |
| 2    | AS Port                   | 46  | 18 | 15 | 1 | 2  | 56 | 15  | +41  |
| 3    | Garde Républicaine FC     | 33  | 18 | 10 | 3 | 5  | 53 | 20  | +33  |
| 4    | AS Gendarmerie NationaleC | 26  | 18 | 7  | 5 | 6  | 37 | 17  | +20  |
| 5    | Université de Djibouti FC | 24  | 18 | 6  | 6 | 6  | 31 | 22  | +9   |
| 6    | Arhiba Football ClubP     | 22  | 18 | 5  | 7 | 6  | 25 | 21  | +4   |
| 7    | Dikhil Football Club      | 21  | 18 | 5  | 6 | 7  | 22 | 18  | +4   |
| 8    | AS Arta/SIHD              | 19  | 18 | 5  | 4 | 9  | 30 | 37  | -7   |
| 9    | Hôpital de Balbala FC     | 12  | 18 | 3  | 3 | 12 | 31 | 43  | -12  |
| 10   | Cité Stade FCP            | 0   | 18 | 0  | 0 | 18 | 10 | 151 | -141 |

|  | Qualification pour le Championnat arabe des clubs 2018-2019                       |
|  | Qualification pour la Coupe de la confédération 2018                              |
|  | Relégation en Division 2                                                          |
|  | T : Tenant du titre C : Vainqueur de la Coupe de Djibouti P : Promu de Division 2 |

## Bilan de la saison
| Championnat de Djibouti de football 2016-2017 |                          |
| Champion                                      | AS Ali Sabieh (6e titre) |
| Coupes et trophées                            |                          |
| Vainqueur de la Coupe de Djibouti 2016-2017   | AS Gendarmerie Nationale |
| Qualifications continentales                  |                          |
| Ligue des champions de la CAF 2018            | Aucun                    |
| Coupe de la confédération 2018                | AS Gendarmerie Nationale |
| Championnat arabe des clubs 2018-2019         | AS Ali Sabieh            |
| Promotions et relégations                     |                          |
| Promus en Division 1                          | AS Tadjourah             |
| Promus en Division 1                          | AS Kartileh 2            |
| Relégués en Division 2                        | Cité Stade FC            |
| Relégués en Division 2                        | Hôpital de Balbala FC    |